# Shep Fields
Shep Fields (Brooklyn, Estados Unidos, 12 de septiembre de 1910-Los Ángeles, 23 de febrero de 1981) fue un cantante estadounidense, líder de la big band Shep Fields and His Rippling Rhythm.
Entre sus éxitos cabe destacar las canciones Thanks for the Memory —canción que ganó el premio Óscar a la mejor canción original de 1938 y que pertenecía a la banda sonora de la película The Big Broadcast of 1938 y That Old Feeling, nominada al mismo premio anterior y que sonaba en la película Vogues of 1938.